# Camille van Camp

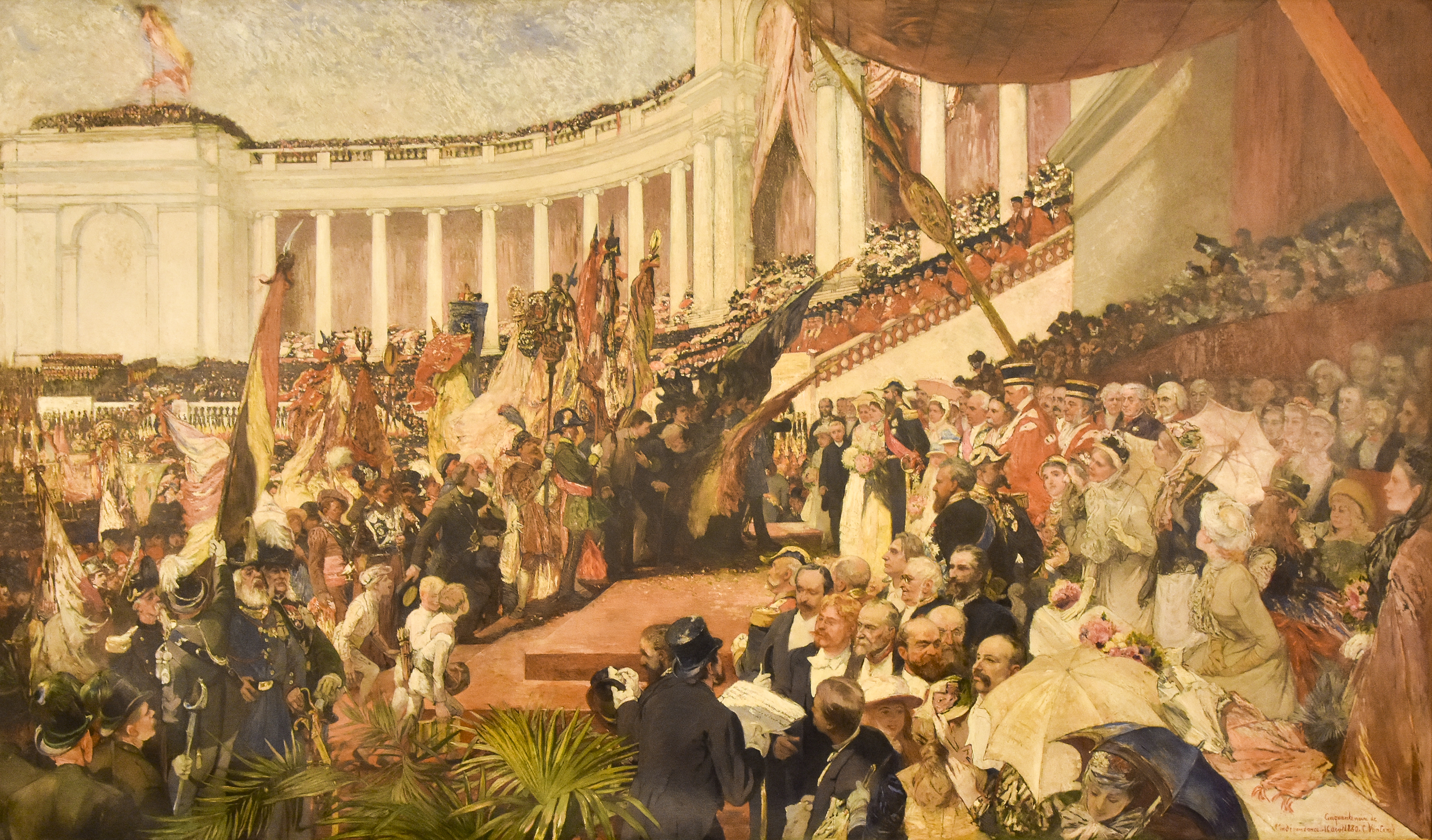
Vijftigste verjaardag der Belgische onafhankelijkheid in het Federaal Parlement van België

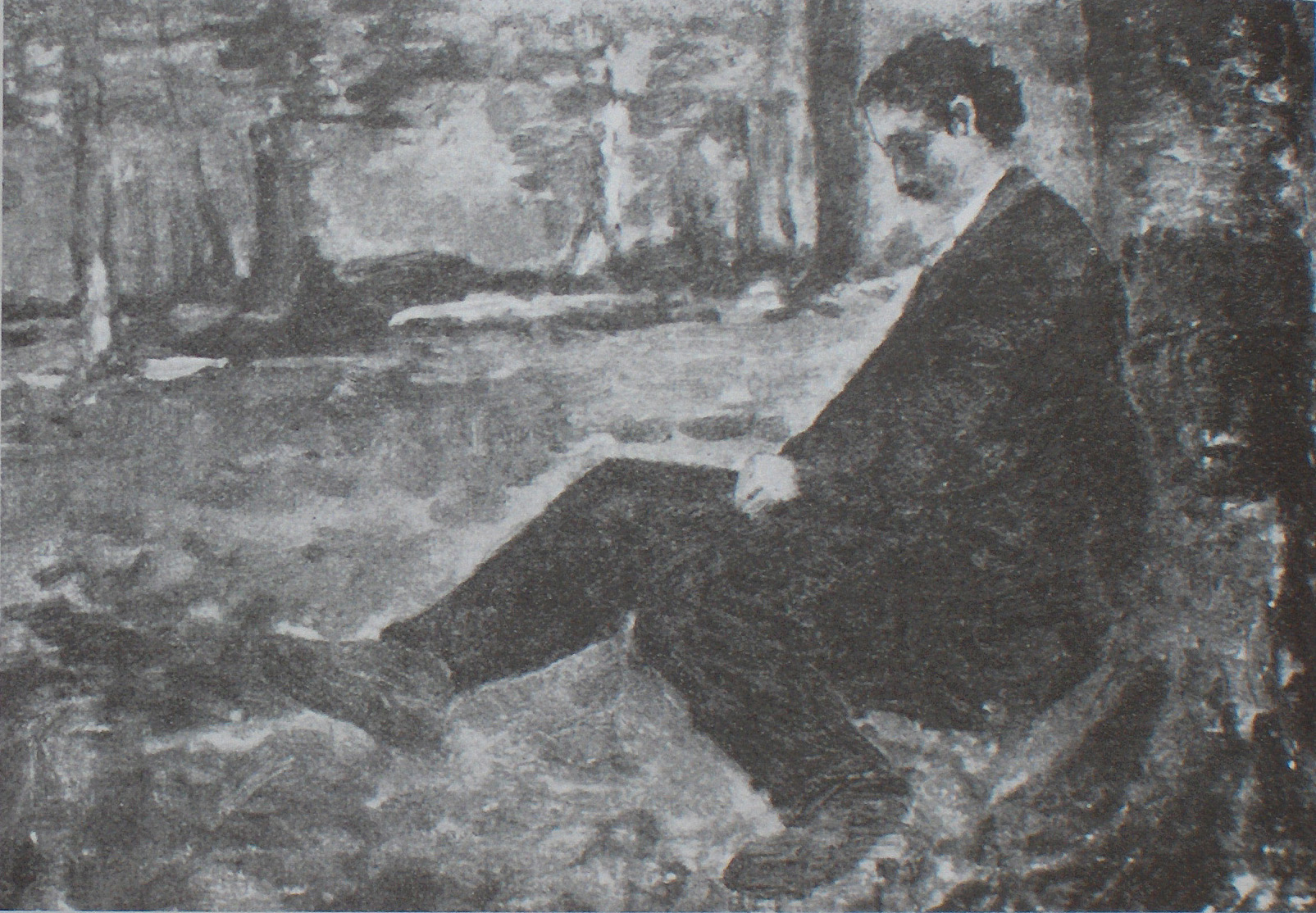
De Belgische schilder Hippolyte Boulenger (1837-1874) getekend door Camille van Camp (1834-1891)

Camille van Camp (Tongeren, 1834 - Montreux, 1891) was een Belgische kunstschilder die tijdens een herstelkuur te Montreux overleed. Zijn vader, een Antwerps jurist werd na zijn huwelijk benoemd te Tongeren, maar keerde 2 jaar later terug naar Antwerpen en nadien naar Brussel.
Camille volgde een opleiding aan de Academie van Brussel en verbleef ook in Parijs. Camille van Camp verbleef in 1859 enkele weken in Barbizon en huisde kort daarop in Tervuren in de herberg "In den Vos". Hij kan aldus worden beschouwd als een verbindingsman tussen de School van Barbizon en de School van Tervuren. In 1863 kwam Camille van Camp met zijn vriend Hippolyte Boulenger naar Tervuren, dat zij bestempelden als het "Belgisch Barbizon". Ze verbleven opnieuw een tijd in de herberg "In den Vos" en maakten er plannen om een kunstenaarskolonie te stichten in Tervuren. Hij behoorde tot de School van Tervuren, net zoals onder anderen Joseph Coosemans (1828-1904).
Hij behoorde in 1868 bij de oprichters van de Société Libre des Beaux-Arts, een groepering van progressieve kunstenaars die streefden naar meer individuele vrijheid. Met de doorbraak van de realistische schilderkunst rond 1876 hield de groepering op te bestaan.
Hij schilderde vooral portretten, landschappen, historische taferelen en verzorgde ook de illustraties in het boek Tijl Uilenspiegel van Charles De Coster.
- Gemeinsame Normdatei: 174192436
- International Standard Name Identifier: 0000 0000 6708 8765
- Library of Congress Control Number: nr2003022526
- RKD-Nederlands Instituut voor Kunstgeschiedenis: 90831
- Union List of Artist Names: 500201563
- Virtual International Authority File: 76260108
- WorldCat: E39PBJjCMXrc7YrkrjpT8XdxXd